# تمپل گراندین (فیلم)
تمپل گراندین (انگلیسی: Temple Grandin) یک فیلم تلویزیونی آمریکایی در ژانر زندگی‌نامه‌ای و درام به کارگردانی میک جکسون و محصول سال ۲۰۱۰ میلادی است که درباره زندگی‌نامه تمپل گراندین می‌باشد.